# Canyon Lands
Canyon Lands (česky Země kaňonů) je oblast ve střední části Koloradské plošiny. Leží na jihovýchodě Utahu, ve Spojených státech amerických. Canyon Lands se rozkládá na horní toku řeky Colorado, kde přitékají řeky Green River a San Juan River. Oblast je charakteristická řadou rozlehlých pískovcových kaňonů (Marble kaňon, Glen Kaňon, Labyrinth kaňon). K další charakteristickým geologickým rysům náleží klenby, solné dómy a lakolity.

## Národní parky
V oblasti leží národní parky Canyonlands a Arches.